# Dialetto cilentano meridionale
Il cilentano meridionale (cilindanu, cioè quello parlato in alcune zone della parte meridionale del Cilento) è un dialetto diffuso in alcuni centri del Cilento meridionale come Roccagloriosa, Rofrano, Torre Orsaia (Ursentino) e, più a nord, a Felitto e in altri paesi limitrofi.
Anche se l'area geografica del Cilento è attualmente situata all'interno della regione Campania (provincia di Salerno, già Principato Citra), ed è in precedenza storicamente appartenuta alla Lucania, esso presenta fenomeni linguistici del tutto peculiari rispetto a entrambe le regioni, caratterizzate da dialetti di tipo meridionale intermedio, perché oltre a caratteristiche assimilabili a quelle delle due regioni citate presenta influssi di tipo meridionale estremo, caratteristici dei dialetti siciliano, salentino e calabrese meridionale.
Ad ogni modo le parlate sufficientemente assimilabili al tipo meridionale estremo sono riscontrabili soltanto in alcune aree interne del Cilento interno e della vicina Basilicata, mentre sulla costa (per es. a Sapri, Camerota, Palinuro ecc.) la parlata, come per il resto del Cilento, è meglio riconducibile al tipo meridionale intermedio.

## Caratteristiche delle parlate cilentane meridionali

### Dialetti di Roccagloriosa, Rofrano e Torre Orsaia
Roccagloriosa è situata su un colle a metà tra il golfo di Policastro e l'interno montuoso. Rofrano è situata nella zona del retroterra montano del Cilento. Le caratteristiche peculiari del loro dialetto sono:
- il vocalismo di tipo siciliano (sistema pentavocalico);
- la pronuncia chiara e distinta delle vocali finali (come nei dialetti dell'estremo sud) a differenza di numerosi altri dialetti campani che le indeboliscono;
- il passaggio da ll latino a dd, ad esempio nel pronome dimostrativo cilentano (e siciliano) chiddu ("quello" in italiano); tuttavia ciò non succede sempre (ad es. bellu). Tale fenomeno consonantico (tipico dei dialetti dell'estremo Meridione come i dialetti calabresi e siciliani), si riscontra però anche in diverse altre aree interne di Basilicata, Puglia e Campania;
- l'articolo determinativo u (ha perduto la consonante iniziale l), il che accade peraltro anche in molti dialetti pugliesi;
- il pronome personale iddu (tipico del Cilento meridionale, della Sicilia e del Salento);
- l'uso della forma del doppio congiuntivo (es. si vinissi, u dicissi), come in siciliano, espressione che in italiano è tradotta con un congiuntivo e un condizionale "se venisse, gli direi").

## Mini dizionario alfanese-siciliano-salentino settentrionale e centrale-italiano
Questo mini dizionario è stato creato per poter fare dei paragoni:
| Alfanese          | Ursentino                 | Siciliano                | Salentino settentrionale | Salentino centrale         | Italiano          |
| ----------------- | ------------------------- | ------------------------ | ------------------------ | -------------------------- | ----------------- |
| abballa           | abballa                   | abballa                  | balla/abballa            | balla                      | balla             |
| a la              | a la                      | a la, â                  | alla                     | alla                       | alla              |
| a lu              | a lu                      | a lu, ô                  | allu                     | allu                       | al, allo          |
| ammuccia/'mmuccia | ammuccia                  | ammuccia                 | sconni/'mmuccia          | scunne/'mmuccia            | nasconde          |
| amuri             | amuri                     | amuri                    | amori                    | amore                      | amore             |
| ariu              | aria, ariu                | aria, ariu               | aria                     | aria                       | aria              |
| aspietti          | aspietti                  | aspetti/'spetti          | 'spetti- spietti         | 'spetti                    | aspetti           |
| attu              | gattu/misciddu            | jattu, attu              | jattu/musciu             | jattu/musciu/musci         | gatto             |
| àuza              | aìza                      | àusa, jisa               | ozza/aza/oza             | auza/azza/ausa             | alza              |
| biri              | vidi                      | viri, vidi, biri, bidi   | veti/viti                | vete/vide/vite             | vede              |
| cìnniri           | cìnniri                   | cìnniri                  | cènniri                  | cìnnere/cìnere             | cenere            |
| ca                | ca                        | ca/chi                   | ca                       | ca                         | che               |
| ca                | picchì                    | ca (picchì)              | pircè/ca/pirceni         | percè/ca                   | perché            |
| chi               | chi                       | cùi, cu                  | ci                       | ci/cine                    | chi               |
| curca             | curca                     | curca/cucca              | corca/curca              | curca                      | corica            |
| curri             | curri                     | curri                    | fuci/curri               | fusce                      | corre             |
| faci              | faci                      | fà, faci, fapi           | faci                     | face                       | fa                |
| feti              | feti/puzza                | feti                     | puzza                    | puzza                      | puzza             |
| fiesti            | fiesti                    | festi                    | fiesti                   | feste                      | feste             |
| fìmmina           | fìmmina                   | fìmmina                  | femmana                  | fimmana/fimmina            | donna             |
| frivarìa          | faci friddu               | frivarìa                 | faci friddu              | face friddu                | fa freddo         |
| frivaru           | frivaru                   | frivaru                  | fibbraru/fibbraju        | fibbraru/febbraju/febbraru | febbraio          |
| furnu             | furnu                     | furnu/funnu              | furnu                    | furnu                      | forno             |
| genti             | aggenti                   | cristiani                | cristiani                | cristiani                  | gente             |
| giugnu            | giugnu                    | giugnu                   | giugnu                   | giugnu                     | giugno            |
| granaru           | granaru                   | granaru                  | cranaru                  | cranaru/ranaru             | granaio           |
| gruosso           | gruossu                   | grossu/'rossu            | cruessu/crossu           | grossu/rossu               | grosso            |
| ietta             | ietta                     | jetta                    | 'mmena/jatica            | 'mmina                     | getta             |
| inchi             | inchi/jinchi              | inchi/jinchi             | enchji                   | inchje                     | riempie           |
| inta              | inta                      | nta                      | 'ntra                    | intra/'ntra/inta           | in                |
| jnnaru            | jinnaru                   | jinnaru, jnnaru          | ginnaiu, scinnaru        | ginnaiu/scinnaru           | gennaio           |
| jurnata           | jurnata                   | jurnata/junnata          | sciurnata                | sciurnata                  | giornata (giorno) |
| lardu             | lardu                     | lardu                    | lardu                    | lardu                      | lardo             |
| li                | li                        | li, 'i                   | li                       | le                         | le                |
| liettu            | liettu                    | lettu                    | liettu                   | lettu                      | letto             |
| lu                | lu                        | lu                       | lu                       | lu                         | il, lo            |
| mali              | mali                      | mali                     | mali                     | male                       | male              |
| mali tiempu       | mali tiempu               | malu tempu               | mali tiempu              | male tiempu                | maltempo          |
| manna             | manna                     | manna                    | manda/manna              | ’mmanna                    | manda             |
| manu              | manu                      | manu                     | manu                     | manu                       | mano              |
| marzu             | marzu                     | marzu                    | marzu                    | marzu                      | marzo             |
| matina, matinu    | matina, matinu            | matina                   | matina                   | ’mmane/matina              | mattina           |
| misi              | misi                      | misi                     | mesi                     | mise                       | mese              |
| nci               | ngi                       | ci                       | ci, nci                  | ci/nci                     | ci                |
| nu, nun           | nu, nun                   | nun                      | no                       | nu/‘nno/nun                | non               |
| parlatu           | parlatu/cuntatu           | parratu, parlatu/cuntatu | cuntatu/ parlatu         | cuntatu                    | parlato           |
| Pasca             | Pasca                     | Pasqua, Pasca            | Pasca                    | Pasca                      | Pasqua            |
| pinni             | pinni                     | pinni                    | penni                    | pinne                      | penne             |
| ppi               | ppi                       | pi                       | pi                       | ’ppe                       | per               |
| priestu           | priestu                   | prestu                   | prestu/amprima           | prestu/‘mprima             | presto            |
| può               | può                       | poi, pò                  | puè                      | pote                       | puoi              |
| purtaru           | purtaru                   | purtaru/puttaru          | purtarunu/'nnussira      | purtara/'nnussera          | portarono         |
| quanna            | quanna                    | quannu                   | quannu/quandu            | quannu                     | quando            |
| ri                | di                        | ri, di, 'i               | ti/di                    | de/te/de/ti                | di                |
| sàbatu            | sàbatu                    | sàbatu                   | sabbutu                  | sàbbatu/sabbitu            | sabato            |
| si                | si                        | si, siddu                | ci                       | ci                         | se                |
| sordi             | sordi                     | sordi                    | sordi                    | sordi                      | soldi             |
| suli              | suli                      | suli                     | soli                     | sule                       | sole              |
| sùrici            | sùrici                    | sùrgi                    | sorgi                    | sorciu/surge               | topo (sorcio)     |
| suu               | sua                       | sò, sou                  | sua                      | sou                        | suo               |
| tabaccu           | tabaccu                   | tabbaccu                 | tabbaccu                 | tabbaccu                   | tabacco           |
| tanta             | tantu                     | tantu                    | tantu/motu               | tantu/mutu                 | tanto             |
| tri               | tri                       | tri                      | treti                    | trete/tre                  | tre               |
| ugna              | ugna                      | ugna                     | ogna                     | ugne                       | unghie            |
| uòmmini           | uòmmini                   | òmini                    | uèmmini                  | òmini                      | uomini            |
| veni              | veni                      | veni                     | veni                     | vene/‘bbene                | viene             |
| vicinu            | vicinu                    | vicinu, ammeri           | vicinu/'mmeru            | vicinu/'mmeru/'mmera       | vicino            |
| voli              | voli                      | voli, vò                 | voli                     | ole/‘bbole                 | vuole             |
| zappulìa          | zappulìa                  | zappulìa                 | zzappa                   | zzappa                     | zappa (verbo)     |
| zicu              | criaturu, zurieddu (zicu) | nicu (picciriddu)        | piccinnu                 | piccinnu/piccinneddu       | bambino (piccolo) |